# Светлый (приток Западной Двины)
Светлый — ручей в Тверской области России, приток Западной Двины. Длина ручья составляет 8 км.
Протекает по территории Шараповского сельского поселения Западнодвинского района.
Берёт начало к северу от деревни Осиновка на высоте приблизительно 190 метров над уровнем моря. Течёт в западном и юго-западном направлении. Впадает в Западную Двину справа на высоте около 165 метров над уровнем моря.
Населённых пунктов на берегу Светлого нет. Ручей пересекает автодорога 28Н-0331 Западная Двина — Первомайский.
Основной приток — река Вяземка — впадает справа.